# Mittleres Korpuskuläres Hämoglobin
Das mittlere korpuskuläre Hämoglobin (englisch mean corpuscular/cellular hemoglobin, MCH, HbE) bezeichnet den mittleren Hämoglobingehalt im roten Blutkörperchen (Erythrozyten). Beim Gesunden liegt dieser Wert zwischen 28 und 34 Pikogramm. Er lässt sich berechnen, indem der Gesamthämoglobingehalt des Blutes durch die Anzahl der Erythrozyten geteilt wird:
{\displaystyle MCH\ (pg)={\frac {Hb\ (g/L)}{{\text{Erythrozytenzahl }}(10^{12}/L)}}}
Das MCH wird bei einem kleinen Blutbild mitbestimmt. Der Wert verändert sich weitgehend mit dem MCV.
|                     | pg             | fmol             | Mögliche Symptome                                                                                             |
| ------------------- | -------------- | ---------------- | --- |
| zu gering           | weniger als 28 | weniger als 1,73 | hypochrome Anämien (Eisenmangel, Vitamin-B6-Mangel, sideroachrestische Anämie, Thalassämie)                   |
| Empfohlener Bereich | 28 bis 34      | 1,73 bis 2,05    | eventuell normochrome Anämien (ACD, Nieren- und Lebererkrankungen, hämolytische Anämien, aplastische Anämien) |
| zu hoch             | mehr als 34    | mehr als 2,05    | hyperchrome Anämien (perniziöse Anämie, megaloblastäre Anämien, Alkoholabusus)                                |